# Na Vinici (Středolabská tabule)
Na Vinici (237 m n. m.) je kopec v okrese Kolín Středočeského kraje. Leží asi 2 km severovýchodně od Kolína-Zálabí, na katastrálním území Kolína a obce Tři Dvory.

## Geomorfologické zařazení
Geomorfologicky kopec náleží do celku Středolabská tabule, podcelku Nymburská kotlina, okrsku Ovčárská pahorkatina a podokrsku Býchorská pahorkatina.